# Leucopis aphidivora
Leucopis aphidivora is een vliegensoort uit de familie van de Chamaemyiidae. De wetenschappelijke naam van de soort is voor het eerst geldig gepubliceerd in 1847 door Rondani.